# 紫雨 (歌曲)
"紫雨"是由Prince和The Revolution创作的强力情歌体裁的歌曲。这是Prince的第三首美国单曲（第二首英国单曲），以及1984年传奇专辑紫雨中的主打歌。这首歌非常具有感情，结合了摇滚，流行乐以及福音音乐的要素。它在1984年获得了奥斯卡奖最佳配乐奖。
这首歌是1983年在明尼阿波利斯的第一大道进行的现场演出。这场演出也是温蒂·梅尔沃恩的处女现场演出。同时，“紫雨”专辑中最终的三首歌曲也得以确定，虽然之后它们还在工作室里进行了混音。有趣的是，“紫雨”中本来有一句关于金钱的歌词，但是最后被明智的删去了，因为它破坏了整首歌的感情基调。
“紫雨”以吉他独奏开始，然后马上由现场鼓点和突出的管风琴代替，充满了教堂里福音音乐的感觉。三句歌词之后，是充满了感情表达的和声部分。在最后的和声结束后，一首绝妙的吉他独奏继续着歌曲，传达感情之效果毫不输与歌词部分。最后，柔和的钢琴独奏和管弦乐结束了全曲。
富有感情的歌词具有多重含义。表面上看上去，它们像恋人之间的辩解。但是更深一层，它们更具有精神上的寓意。有一个推测是说“紫雨”是天堂的一种隐喻。这是由一个死在手术台上的女人的表白得到的启示：“来生是落下的紫色的雨”。
这首歌曲是Prince现场演出的一个主打。从1984年开始，除了一段时间他改了名字以逃避他旧有的影响之外，其他时间几乎每场演唱会他都会演奏这首歌。这首歌在美国到了排行榜第二的成绩，也是Prince的标志性歌曲。
B面的歌曲“上帝”明显的富有宗教色彩（Prince迄今为止最有宗教色彩的歌曲），使人回想起《创世记》。这首歌同时也进行了大量的人声实验。在歌曲结尾，Prince提到了"电子舞曲"，这是一首献给前乐队成员安德雷·赛蒙的歌曲。在英国，这张12寸单曲也包括了其配乐版本，其中的一小段在电影《紫雨》中出现过。